# Venni Vetti Vecci
Venni Vetti Vecci – debiutancki album amerykańskiego rapera Ja Rule. Została wydana w 1999 roku nakładem wytwórni Murder I.N.C. Płyta ta jest zaliczana do klasyków amerykańskiego hip-hopu. Album sprzedał się w nakładzie 1 mln egz. w Stanach Zjednoczonych, a na świecie w 3 milionach. Album uzyskał status platynowej płyty.

## Lista utworów
1. "The March Prelude"
2. "We Here Now" (featuring Black Child)
3. "World's Most Dangerous" (featuring Nemesis)
4. "Let's Ride"
5. "Holla Holla"
6. "Kill'em All" (featuring Jay-Z)
7. "I Hate Niggaz (skit)"
8. "Niggaz Theme" (featuring Black Child & Case)
9. "Suicide Freestyle" (featuring Case)
10. "Story To Tell"
11. "Chris Black (skit)"
12. "Count On Your Nigga"
13. "It's Murda"  featuring DMX & Jay-Z)
14. "E-Dub & Ja" (featuring Erick Sermon)
15. "187 Murda Baptiss Church"
16. "Murda 4 Life" (featuring Memphis Bleek)
17. "Daddy's Little Baby" (featuring Ronald Isley)
18. "Race Against Time"
19. "Only Begotten Son"
20. "The Murderers" (featuring Black Child & Tah Murda)

## Notowania
| Notowanie (1999)       | Najwyższa pozycja |
| ---------------------- | ----------------- |
| Billboard 200          | 3                 |
| Top R&B/Hip-Hop Albums | 1                 |
| Canadian Albums Chart  | 20                |